# Casala Objektmöbel
Casala Objektmöbel, ehemals Casala-Werke Carl Sasse, ist ein 1917 gegründeter Hersteller von Möbeln, insbesondere von Designern entworfenen Büromöbeln wie Tischen und Stühlen für den öffentlichen und sozialen Bereich.

## Geschichte

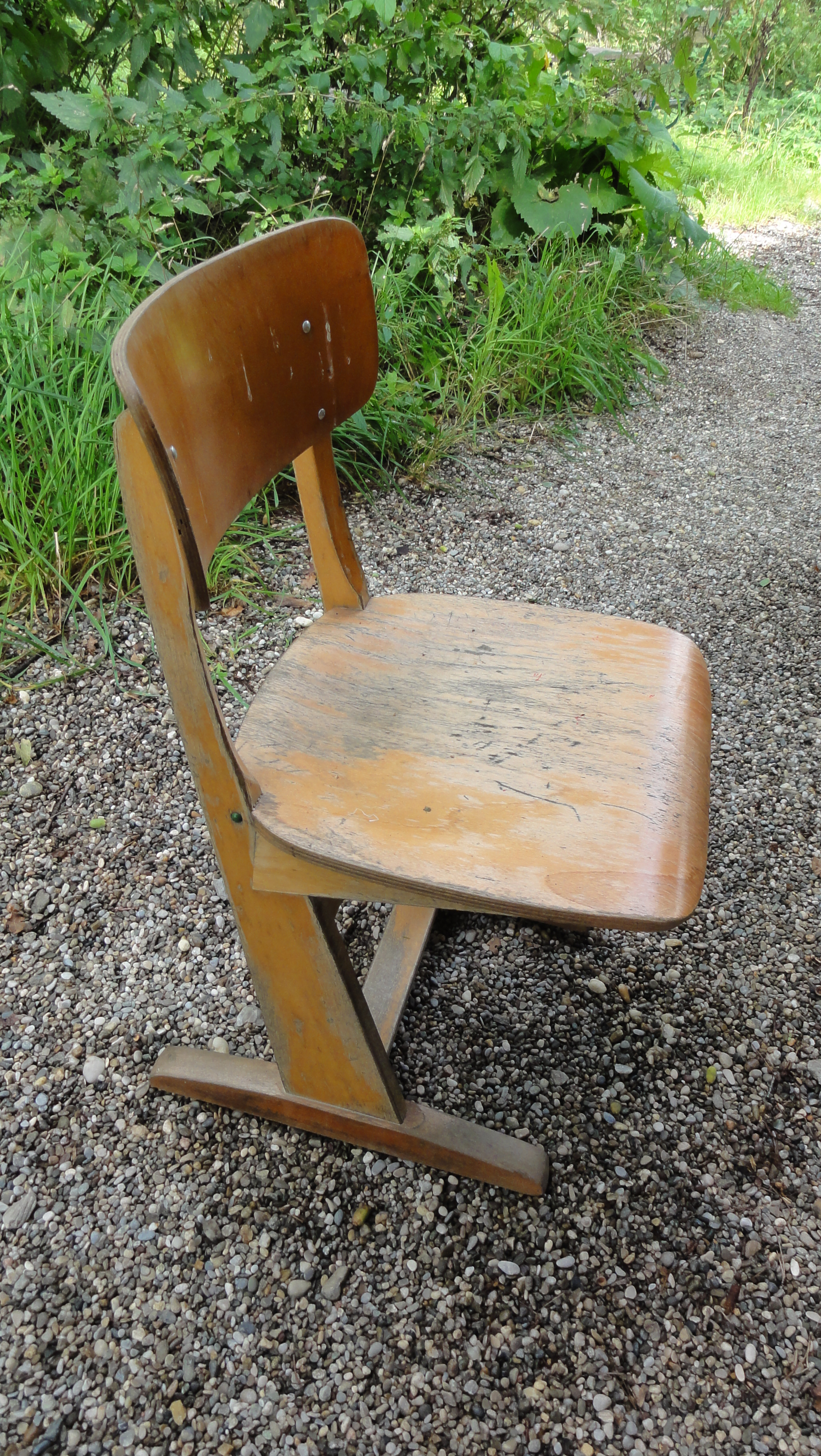
Hölzerner Casala-Schülerstuhl mit der Plakettenaufschrift: „Mustergültiges Schulgestühl“, Brandzeichen 2/1988, Größe 5

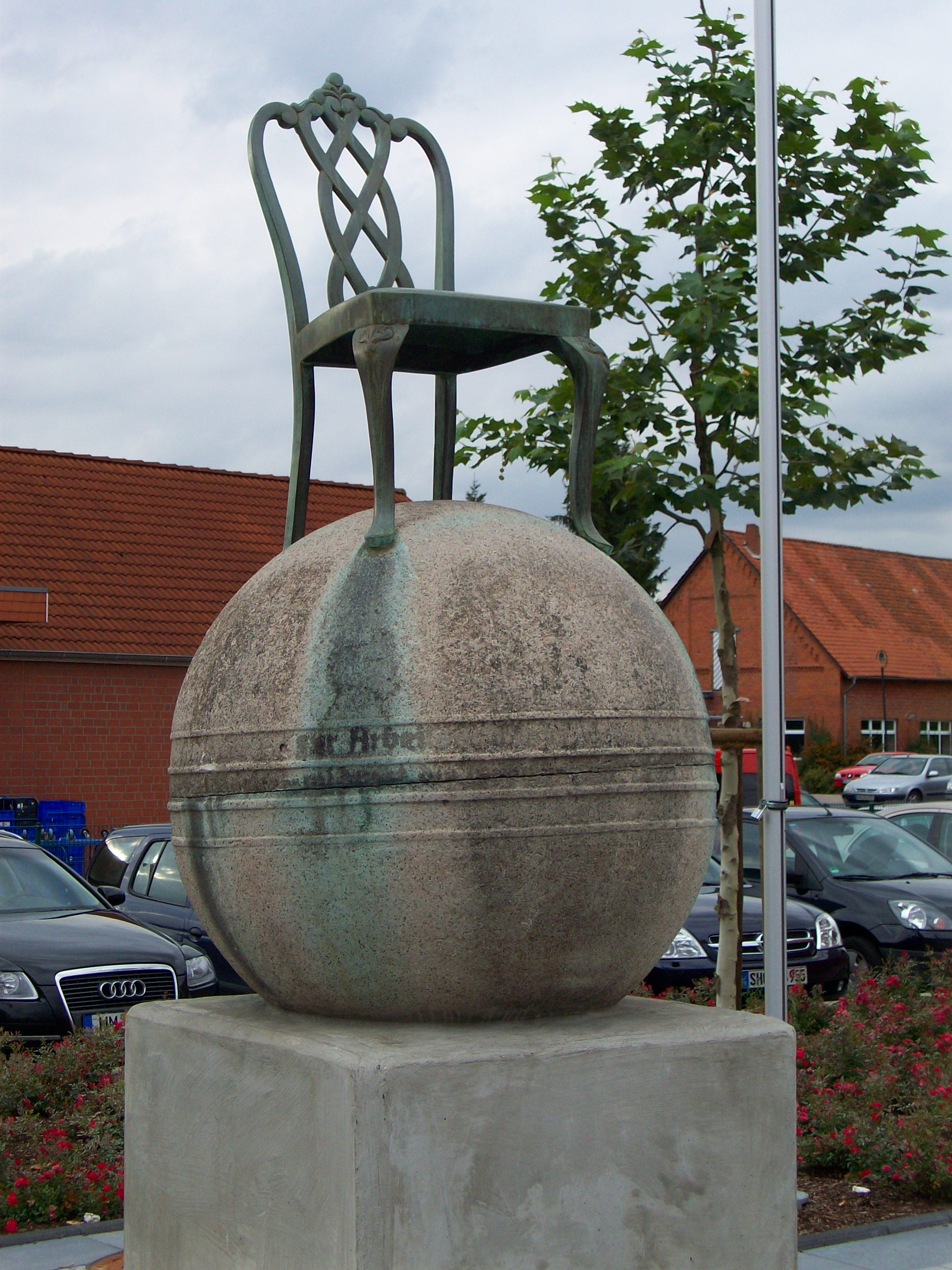
Casala-Stuhl-Skulptur auf der Plaza im Gewerbepark von Lauenau

Das mit dem Namen des Fabrikanten und Unternehmers Carl Sasse (1892–1956) verbundene Unternehmen in Lauenau wurde mitten im Ersten Weltkrieg im Jahr 1917 gegründet und produzierte anfangs Schuhsohlen aus Holz. Dabei stand Casala als Abkürzung für Carl Sasse Lauenau.
Nach dem Krieg erweiterte die Firma ihr Programm anfangs um hölzerne Möbel, später auch um Polster- und Metallmöbel.
In den 1950er Jahren machte sich das Unternehmen vor allem mit ihrem Schulmobiliar einen Namen, aber auch mit Holz- und Spielzeug. Der Casalino, ein einteiliger Kunststoffstuhl, entstand 1975 nach Entwürfen von Alexander Begge (* 1941).
Ende der 1960er Jahre beschäftigten die Casala-Werke rund 1000 Arbeitnehmer und exportierten vor allem in die Benelux-Länder, in die Schweiz und nach Österreich, nach Schweden und in die USA. Als Tochtergesellschaften fanden sich seinerzeit die Firma Süddeutsches Casala-Werk GmbH in Neu-Ulm sowie das Lima-Polsterwerk Grönemeyer & Co. in Rodenberg am Deister.
Nach mehrmaligem Wechsel der Besitzer in den 1980er und 1990er Jahren musste das Lauenauer Stammwerk im Jahr 2001 Insolvenz anmelden. In der Folge ging das Werk in den Besitz der Casala Meubelen in Culemborg in den Niederlanden über.
Schließlich gingen die Rechte an der Marke Casala in den Besitz von Paul und Frank van der Winkel über. Die beiden Unternehmer, die Anfang des 21. Jahrhunderts ihre Produkte in mehr als 25 Ländern vorhalten, konzentrierten sich auf eine schnelle Handhabbarkeit und flexible Anwendung ihrer Möbel, mitunter durch technische Innovationen.
Am ursprünglichen Produktionsstandort Lauenau unterhält die heutige Casala Objektmöbel GmbH in der Magirusstrasse 16 „noch heute Büro und Showroom“.

## Schriften
- Casala-Werkzeitung. Aus der Betriebsgemeinschaft für die Betriebsgemeinschaft, Lauenau: Carl Sasse [Stuhlfabriken], Periodika ab 1938
- Betriebsordnung. Casala, Carl Sasse, Suhl- und Polstermöbelfabriken, Lauenau, Lauenau: Carl Sasse, Stuhl- und Polstermöbelfabriken, 1942